# 打越顕太郎
打越 顕太郎（うちこし けんたろう、1898年5月26日 - 1962年6月29日）は、日本の教育者。鳥取県鳥取市出身。協同組合短期大学（1973年廃止）の創設者でもある。

## 略歴
- 1925年 東京帝国大学農学部を卒業。
- 同年、農林省農務局産業組合課に就職。
- 1932年 福岡県産業組合課長に転じる。
- 1937年 農林省に復帰。
- 1942年 華北合作事業総会常務理事に就任する。
- 1955年 財団法人協同組合学校を学校法人協同組合短期大学に昇格させ、初代学長に就任。
- 1960年 通信教育部を設置するとともに、九州大学農学部の非常勤講師もつとめる。
- 1961年 農業協同組合功労章を受ける。

## 著作
- 『農協法の成立過程』

## リンク
- 打越顕太郎